# Todos al diván
Todos al diván fue un programa televisivo de entrevistas emitido por Azul TV, y conducido por Roberto Pettinato y Elizabeth Vernaci, y, posteriormente, por Pettinato y Karina Mazzocco, con la participación especial de Gabriel Rolon. Se emitió entre los años 1999 y 2001

## Formato
El programa consistía en invitar a un sofá (que simbolizaria el diván) a cuatro o cinco invitados a los que un especialista en psicoanálsis (Gabriel Rolon), empieza a analizar uno por uno a los participantes: gestos, conductas, relaciones de unos con otros, vestimenta, personalidades y temperamentos. Los conductores (Roberto Pettinato y Karina Mazzocco), les realizan una entrevista y al finalizar el programa, Rolón les comunicaba sus conclusiones a cada entrevistado.

## Polémicas
En una entrevista posterior a Mazzocco, la conductora salió a relucir algunos conflictos y agresiones (violencia laboral y de género) por parte de Pettinato durante el tiempo que duró el ciclo. También sacó a la luz su cruda relación con la conductora Elizabeth Vernaci, a quien trató de una persona muy "dura" con otras mujeres.

## Algunos invitados
- Moria Casán
- Sofía Gala
- Silvia Suller
- Marixa Balli
- Miguel del Sel
- Daddy Brieva
- Chino Volpato
- Miguel Ángel Rodríguez
- Verónica Lozano
- Horacio Cabak
- Fabián Schultz
- Guillermo Francella
- Alejandra Pradón
- Susana Roccasalvo
- Lorena Ceriscioli
- Guido Kaczka
- Sergio Goycochea
- Carmen Barbieri
- Santiago Bal
- Georgina Barbarossa